# Гражданская война в Колумбии (1851)
Гражданская война 1851 года произошла в Новой Гранаде. Участниками конфликта были партии либералов и консерваторов.

## Предыстория
В 1849 году на выборах президента победил Хосе Иларио Лопес, либерал. Он сменил на своём посту консерватора Томаса Сиприано де Москеру. Либералы, движимые идеями европейских революций, после своего поражения в Войне Высших были амнистированы Москерой, и восстановили свои силы.
Либералы начали реформы, которые вызывали сопротивление и недовольство в консервативных кругах. Реформы были в основном направлены против засилья церкви. 18 мая 1850 года иезуиты были изгнаны из страны. В 1851 году были внесены поправки в конституцию: отменялась смертная казнь за политические преступления, свобода печати, свобода передвижения и отмена десятины. Также был издан закон об упразднении церковных судов по уголовным делам, что вызвало протест архиепископа . 21 мая 1851 года правительство издало указ об упразднении рабства. Это вызвало двойственную реакцию: с одной стороны, низшие слои получили возможность пользоваться многими правами, рабы получили свободу, а с другой, консерваторы многое потеряли в ходе этих реформ: уменьшалось влияние церкви, рабский труд был запрещён.

## Ход событий

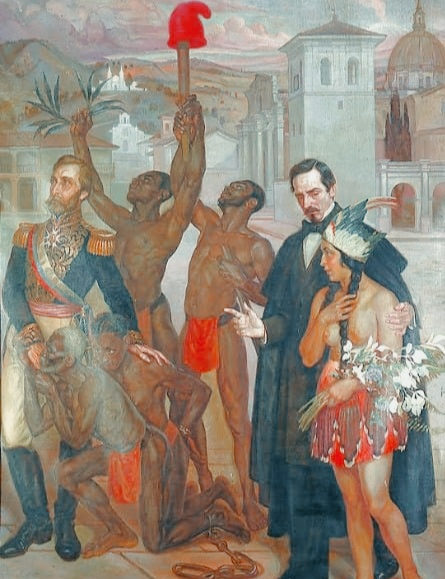
Эфраим Мартинес. Хосе Иларио Лопес и освобождение рабов

Восстание консервативных помещиков сосредоточилось на юге и западе Новой Гранады. 22 мая 1851 года повстанцы выступили в Патию и Тимбио; затем произошла неудачная попытка захвата Пасто под предводительством Хулио Арболеды. После этого поражения Арболеда отправился на переговоры с правительством Эквадора по поводу покупки оружия и боеприпасов в обмен на доход соседних с Эквадором провинций; землевладельцы провинций Каука, Чоко и Антьокия поддержали эту идею, потому что им принадлежало большое количество рабов. Другие восстания произошли в Согамосо, Марикита, Гуатавита и Гуамо.
1 июля вспыхнуло вооружённое восстание консерваторов на юге страны, особенно в Попаяне, Пасто и Кали. Правительство назначило тогда командующим южными силами генерала Хосе Обандо, а генерала Томаса Эрреру силами в Кауке, которые постепенно подавили мятежи.
На юге, консерватор Хулио Арболедо Помбо обратился из Буэсако за помощью к генералу Мануэль Мария Франко и должен был бежать в Эквадор, а позже в Перу, чтобы продать рабов. На западе, в провинции Антиокия было провозглашено Федеральное правительство, независимое от центрального. Для этого сенатор Эйсебио Борреро организовал отряд в 800 человек и взял Медельин. Генерал Томас Эррера тогда уехал в Саламина и столкнулся с силами Браулио Энао.
1 августа 1851 года колонна национальных гвардейцев столкнулась с небольшими силами Мариано Родригеса, спустя двадцать дней боёв Родригес был схвачен, других участников восстания также передали центральному правительству, 10 сентября в Рионегро генерал Эррера победил Борреро. Борреро был сослан в Ямайку. Восстание было подавлено.

## Итоги и последствия
Либералы в правительстве усилили свои позиции. Реформы, начаты в 1850 году, продолжились, принятие новой Конституции в 1853 году. Проиграв военные действия, консерваторы были вынуждены нести потери от либеральных реформ.